# بلال باشاچیکوغلو
بلال باشاچیکوغلو (ترکی استانبولی: Bilal Başaçıkoğlu؛ زادهٔ ۲۶ مارس ۱۹۹۵) بازیکن فوتبال اهل ترکیه است.
از باشگاه‌هایی که در آن بازی کرده‌است می‌توان به باشگاه فوتبال فاینورد و باشگاه فوتبال هیرنفین اشاره کرد.
وی همچنین در تیم‌های ملی فوتبال زیر ۱۹ سال هلند و زیر ۲۱ سال ترکیه بازی کرده‌است.